# Hebeloma circinans
Hebeloma circinans là một loài nấm ở Hymenogastraceae.